# 叶井俊太郎
叶井 俊太郎（かない しゅんたろう、1967年9月18日 - 2024年2月16日）は、日本の映画プロデューサー、コラムニスト。
東京都出身。父は元東京新聞記者で経済評論家の磯崎史郎。妻は漫画家の倉田真由美。

## 経歴
東京都立園芸高等学校卒業。放送関係の専門学校のラジオ放送科を経て、ハワイに留学、卒業。ハワイから帰国後の1990年、知人の紹介でラジオ局にADとして入社。タイアップ試写会を担当したのがきっかけで映画配給会社の存在を知り、映画業界への転職を志す。
1991年、洋画配給会社ニューセレクトに入社。1994年、グループ会社のアルバトロスに異動、バイヤー兼宣伝担当となる。同社在職中はいわゆるB級映画を買い付け、宣伝した。買い付けた『アメリ』（2001年公開）が興行収入16億円のヒット。その後、アルバトロスを退社。
2004年、ファントム・フィルムを設立し代表取締役社長に就任するものの、翌年の2005年には同社を退社。大橋孝史とともにトルネード・フィルム（資本金1000万円、東京都渋谷区渋谷2-9-10）を設立し代表取締役社長に就任。だが、2008年、大赤字となり社長から取締役に降格。
『いかレスラー』『ヅラ刑事』や『日本以外全部沈没』など、河崎実監督作品を多数、企画、プロデュースを行っている。
2009年9月、漫画家の倉田真由美と結婚。前妻から倉田の分を含め計2000万円の損害賠償訴訟を起こされた。
2010年4月1日、トルネード・フィルムは東京地方裁判所に破産申請。負債総額3億円。同月7日に破産手続き開始決定を受けた。
2018年6月、映画配給会社「レスペ」が映画事業から撤退したため解雇された。以後はフリーとなり、web連載を持っている株式会社サイゾーに机を置き、オカルト系ウェブサイトTOCANAで洋画配給の仕事を再開した。
2023年10月、叶井が2022年6月に末期のすい臓がんと診断され、余命半年と宣告されていたことを妻の倉田が公表。2023年11月、都内のイベントにて、体重は30キロ減り、性欲も食欲もゼロで、9月に治療のため入院した際には、治療が激痛で死んだほうがましだと思い、チューブを首にくくりつけたり、屋上に行こうとしたりして医師に止められたことや、がんは肝臓にも転移していることなどを明かしたほか、「血の池地獄を見たいから、天国より地獄に行きたい。『末期がん』を免罪符に、あらゆることが〝通りやすい〟」などと語った。また、同月に配信されたABEMAニュース内のABEMAエンタメでは「余命宣告されてからは仕事に打ち込み、やり残したことは何もない。家族に遺したい言葉もない」と淡々と語り、半年の余命が過ぎたことについては「納得いかない、全身転移してほしい」と語った。また、余命宣告をされてから、生きた証を本に残すことを決めていたといい、本来ならば、叶井が亡くなった後に発売される予定だった対談本『エンドロール! 末期がんになった叶井俊太郎と、文化人15人の"余命半年"論』について、「昔から付き合いのある人と真剣に話したことがなかったが、話せてよかった」とし「対談本第2弾も考えなきゃいけない」と少し表情を明るくして語った。また死後、葬式をするか否かについては「家族に任せたとしか言えない」とし、娘については「部活と友達、彼氏に忙しく、自分に対しては執着がなく、それがむしろいい」などとも語った。
2024年2月16日、23時頃に東京都内の自宅で死去。56歳没。

## 人物
- 叶井俊太郎について妻の倉田真由美は「おばちゃんみたいな男です」と述べている[11]。
- 私生活では離婚歴3回で、女性経験人数が600人以上の「性豪」として知られた[3]。2021年の小泉なつみによるインタビューで倉田は「昔は“叶井とすれ違った女は妊娠する”と言われたほどギラついた男だったが、今は去勢された虎みたいですよ」と述べている[11]。

## 担当した主な作品

### 映画
- 『八仙飯店之人肉饅頭』 配給
- 『ネクロマンティック』1995年 配給
- 『キラーコンドーム』 1998年 配給
- 『アメリ』 2001年 配給
- 『えびボクサー』 2002年 配給
- 『いかレスラー』 2004年 企画
- 『痴漢男』 2005年 製作
- 『ヅラ刑事』2006年 企画
- 『日本以外全部沈没』2006年 企画
- 『工場萌えな日々』シリーズ 2006年～ 企画
- 『ルネッサンス』2007年 配給
- 『BOYS LOVE劇場版』2007年 宣伝プロデュース
- 『ギララの逆襲/洞爺湖サミット危機一発』2008年 製作

### ウェブテレビ
- ネットで噂のヤバイニュース超真相（2019年‐2020年）

## コラム連載雑誌
- BUBKA（過去）
- 映画秘宝（過去）
- SPA!
- 週刊プレイボーイ「だめんず叶井俊太郎の試写日記 タダ見ですけど、何か?」

## 著書
- 『映画突破伝』（江戸木純との共著、洋泉社、2001年）
- 『ビッグヒットは五感でつかめ！ 「10年後なんて考えられない」という君へ』（主婦の友社、2002年）
- 『ダメになってもだいじょうぶ—600人とSEXして4回結婚して破産してわかること』（倉田真由美との共著、幻冬舎、2010年）
- 『突然、9歳の息子ができました』（サイゾー、2011年）
- 『エンドロール! 末期がんになった叶井俊太郎と、文化人15人の"余命半年"論』（サイゾー、2023年）